# Лусио Вагнер
Лусио Вагнер (на португалски: Lúcio Wagner Freitas de Souza, изговаря се най-близко до Лу̀сиу Вагнер Фрейташ джи Соуза) e бивш бразилски футболист, ляв бек, играч на ПФК Левски (София) от 2003 до 2010 г. Натурализиран национал на България. Преди това е играл за ФК Черно море, Бенфика и ФК Севиля.

## Кариера
Доведен е в ПФК Левски (София) от бившия собственик на отбора Майкъл Чорни. Получава българско гражданство и става титулярен защитник в националния отбор под ръководството на Христо Стоичков. С ПФК Левски (София) е три пъти шампион на България (2006, 2007, 2009), два пъти е носител на Купата на България (2005, 2007) и три пъти на Суперкупата на България(2005, 2007, 2009). С ПФК Левски (София) има 118 мача в А група и 1 гол, 14 мача в Шампионската лига и 22 мача с 2 гола в Купата на УЕФА. На 1 февруари 2010 напуска Левски и обявява, че временно ще прекрати кариерата си.